# Francesco Billari
Francesco Candeloro Billari (Milano, 13 ottobre 1970) è uno statistico italiano specializzato in demografia e rettore dell'Università commerciale Luigi Bocconi.

## Biografia
Francesco Billari si è laureato in Economia politica presso l'Università Bocconi nel 1994, con specializzazione in Statistica e Ricerca Operativa. Nel 1997 è stato doctoral fellow presso il Max Planck Institut di sviluppo umano di Berlino e ha ottenuto un dottorato di ricerca in demografia presso l'Università degli Studi di Padova nel 1998.
È professore di demografia e dal 1º novembre 2022 rettore dell'Università Bocconi di Milano. È stato inoltre docente presso l'Università di Oxford, Nuffield College, e presso l'Istituto Max Planck per la ricerca demografica di Rostock.